# Rayman 2: The Great Escape
Rayman 2: The Great Escape – komputerowa gra platformowa z 1999 roku według projektu Michela Ancela, wyprodukowana przez studio Ubisoft Montpellier i wydana przez Ubisoft. Główny bohater gry, Rayman, otrzymuje w niej zadanie uratowania swojego przyjaciela Globoxa – a zarazem całej baśniowej krainy zwanej Polaną Marzeń – przed armią najeźdźców zwanych Robo-Piratami pod wodzą admirała Brzytwobrodego.
Rayman 2 jest trójwymiarową grą platformową, której mechanika polega między innymi na sprawnym poruszaniu się po platformach, pokonywaniu przeciwników oraz zdobywaniu świetlików zwanych Lumami. Rozgrywkę gracz obserwuje zza pleców sterowanej postaci, a sam jej design przypomina wcześniejsze trójwymiarowe gry platformowe w postaci Super Mario 64 oraz Banjo-Kazooie.
Rayman 2 został pozytywnie przyjęty zarówno przez media franko-, jak i anglojęzyczne. Recenzenci chwalili jego stronę estetyczną, warsztat realizatorski oraz przystępność dla gracza w każdym wieku.

## Fabuła

### Miejsce akcji
Rayman 2 rozgrywa się w świecie zwanym Rozdrożem Marzeń (Glade of Dreams), który ulega inwazji ze strony armady międzygwiezdnych Robo-Piratów pod wodzą admirała Brzytwobrodego. Przed inwazją Robo-Piraci zniszczyli w galaktyce ponad sto planet z zamiarem zniewolenia swoich mieszkańców. Po inwazji na Polanę Marzeń, z Robo-Piratami zmierzyli się Rayman, Globox i ich sojusznicy. Po licznych walkach, gdy dochodzi do eksplozji Pierwotnego Rdzenia, Rayman zostaje pojmany. Wróżka Ly telepatycznie komunikuje się z Raymanem, wyjaśniając mu konsekwencje zniszczeń, włącznie z rozpadem Rdzenia na 1000 Żółtych Lumów oraz ze schwytaniem wielu obrońców Rozdroży Marzeń. Schwytany na początku gry Rayman traci swoje dotychczasowe zdolności.

### Streszczenie
Rayman, utraciwszy swoje dotychczasowe umiejętności, zostaje schwytany i uwięziony na pokładzie Dowódczego Statku Więziennego (Buccaneer). Do tej samej celi niebawem trafia Globox, przyjaciel Raymana. Globox podarowuje Raymanowi Srebrnego Luma, otrzymanego od wróżki Ly, który tymczasowo przywraca niektóre ze zdolności Raymana. Główny bohater ucieka ze statku przez zsuwnię, jednak podczas ucieczki traci kontakt z Globoxem. Opuściwszy statek, Rayman znajduje się w Świetlistych Lasach (Woods of Light). Decyduje się odszukać Ly i rozpoczyna poszukiwania. Natrafia na Murphy'ego, „latającą encyklopedię”, która przewodzi Raymanowi podczas gry, a także na trójkę dzieci Globoxa. Rayman z przykrością informuje ich o tym, że stracił z oczu Globoxa, ku ich przerażeniu. Dzieci informują Raymana, że Ly została schwytana przez Robo-Piratów i znajduje się w głębi lasu.
Wędrując w głąb lasu, Rayman uwalnia grupę Teensies – małych stworzeń o magicznych możliwościach – których zamknięto przedtem w klatce. Po sporze między sobą o to, kto z nich jest ich królem, informują Raymana o tym, że Ly znajduje się w twierdzy na Czarodziejskiej Polanie. Teensies pozwalają Raymanowi wejść do Portalu (Hall of Doors) w zamian za część Żółtych Lumów. Gdy Raymanowi udaje się je znaleźć, król Teensies tworzy sieć portali połączonych z Salą Drzwi, której Rayman używa, aby uzyskać dostęp do różnych stref na Polanie Marzeń. Ostatecznie Rayman odkrywa, że Ly jest przetrzymywana w polu siłowym na Rozdrożu Marzeń. Uwolniwszy wróżkę, opowiada jej o tym, że stracił z oczu Globoxa i utracie mocy. Ly nie jest w stanie przywrócić Raymanowi jego zdolności. Opowiada jednak Raymanowi o czterech starożytnych maskach, dzięki którym Polokus, duch świata, mógłby zostać przebudzony, aby pokonać Robo-Piratów. Cztery maski ukryte są w czterech tajnych świątyniach.
Zaniepokojony działaniami Raymana admirał Brzytwobrody wysyła kilka okrętów wojennych, aby go wytropiły i zabiły. Rayman zbliża się do wejścia do Świątyni Wody i Lodu, w którym znajduje się pierwsza z czterech masek. Pokonuje jego strażnika, Axela, w walce i zbiera pierwszą maskę, która teleportuje go do miejsca pochówku Polokusa. Przemawiając we śnie do Raymana, Polokus gratuluje mu odnalezienia maski i zachęca go do zebrania trzech pozostałych artefaktów. Rayman podróżuje do Cierniowych Wzgórz, gdzie zapoznaje się z Clarkiem, przyjaznym olbrzymem, poważnie chorym wskutek przypadkowego połknięcia Robo-Pirata. Clark prosi Raymana, aby ten odzyskał Eliksir Życia z Jaskini Złych Snów (Cave of Bad Dreams), krainy, do której dostęp jest możliwy jedynie we śnie. Rayman prosi szamana o zahipnotyzowanie go, po czym dostaje się do jaskini. Tam Jano, strażnik świata marzeń, oferuje Raymanowi wybór wiecznego bogactwa zamiast eliksiru. Jeśli gracz zaakceptuje ofertę Jano, następuje humorystyczne negatywne zakończenie, które przedstawia Raymana uwięzionego na niewielkiej wyspie, otoczonego skarbami. Jeśli gracz odrzuci ofertę, Jano daje Raymanowi eliksir, którego ten używa do wyleczenia Clarka.
Następnie Rayman jednoczy siły z Globoxem, który został przedtem schwytany przez Robo-Piratów i przeniesiony do odległego więzienia. Globox ujawnia, że otrzymał kolejnego Srebrnego Luma, który znacznie zwiększa możliwości ataku ze strony Raymana. Zniszczywszy okręt wojenny dzięki nowym mocom, Rayman dociera do Zatoki Wielorybów (Whale Bay), gdzie uwalnia dobroczynną wielorybicę Carmen, uwięzioną przez piratów mających na celu użyć jej tłuszczu do napędzania silników ich statków. Carmen informuje Raymana o lokalizacji drugiej maski, która znajduje się w Świątyni Kamieni i Ognia. Jego strażnik, Umber, jest nieożywioną rzeźbą, której Rayman używa, by uniknąć po drodze lawy i zdobyć maskę. Gdy zostaje ona przekazana Polokusowi, rozwścieczony Brzytwobrody wysyła flotę okrętów wojennych, aby zabić Raymana. Grupa okrętów wojennych w górskiej przepaści zasadza się na Raymana i niemal go zabija, jednak udaje się mu ostatecznie uciec.
Rayman zbiera trzecią maskę w Świątyni Skał i Lawy, a Ly przekazuje mu nową moc – zdolność latania. Jednak strażnik świątyni, Foutch, rani Raymana, szybko pozbawiając go nowej zdolności. Przekazawszy trzecią maskę Polokusowi, Rayman zostaje teleportowany pod Żelazowe Góry (Iron Mountains), w których znajduje się rozległa sieć kopalni. Rayman spotyka Uglette, żonę Globoxa, która rozpaczliwie informuje Raymana, że dziesiątki jej dzieci są wykorzystywane do pracy w kopalniach, a Globox po raz kolejny został schwytany przez Brzytwobrodego. Rayman porywa okręt wojenny i ratuje wszystkie dzieci Globoxa. Gdy Uglette i jej dzieci odchodzą, jedno z nich oddaje Raymanowi czwartą maskę, twierdząc, że znalazło ją w kopalni. Rayman wyrusza na spotkanie z Polokusem, który gratuluje mu jego osiągnięcia i wykorzystuje moc wszystkich czterech masek, aby się obudzić. Polokus mówi Raymanowi, że może zniszczyć wszystkich Robo-Piratów na Rozdrożu Marzeń, ale nie ma władzy w powietrzu. Polokus następnie tworzy portal, który przenosi Raymana na pokład Dowódczego Statku Więziennego, gdzie ten musi pokonać admirała Brzytwobrodego i uratować Globoxa.
Na pokładzie statku pewien generał odwiedza Brzytwobrodego i składa mu propozycję zakupu Grolgotha, wielkiego egzoszkieletu, który czyni użytkownika niewrażliwym na uszkodzenia. Brzytwobrody kupuje broń i planuje swoją konfrontację z Raymanem. Wkrótce potem Rayman dostaje się na pokład statku i odnajduje zarówno Brzytwobrodego (umieszczonego wewnątrz Grolgotha), jak i Globoxa na bocianim gnieździe statku. Podczas walki Brzytwobrody przypadkowo niszczy pod sobą podłogę, w wyniku czego on i Rayman spadają do pieca wypełnionego lawą. Ly telepatycznie ratuje Raymana przed upadkiem i tworzy dlań latającą muszlę, której bohater używa, aby zrzucić Grolgotha do lawy. Brzytwobrody ucieka małym czółenkiem i inicjuje mechanizm autodestrukcji, w wyniku którego statek z Raymanem w środku ulega zniszczeniu. Później, na pogrzebie Raymana, wszyscy zbierają się na uroczystość żałobną. Udało im się odzyskać jedynie lewy but Raymana, który jednak nagle się porusza. Ku radości wszystkich obecnych zjawia się podskakujący na jednej stopie Rayman.

## Rozgrywka
Rayman 2 jest grą platformową utrzymaną w konwencji fantasy. Akcja gry rozgrywa się w trójwymiarowym środowisku, z kamerą umiejscowioną za plecami sterowanej postaci. Cała gra podzielona jest na odrębne światy o określonej liczbie poziomów przypadających na każdy z nich. Początkowo Rayman może jedynie poruszać się po terenie gry, jednakże wraz z postępem w rozgrywce uzyskuje możliwość skoku, pływania i nurkowania, uderzania przeciwników, bujania się po zawieszonych nad platformami pierścieniach, rzucania ognistych kul oraz lotu za pomocą śmigła uczynionego z własnych włosów.
Celem Raymana 2 jest zdobycie czterech masek oraz zebranie wszystkich 1000 żółtych świetlików, nazywanych w grze Lumami. Oprócz tego zasadnicza część mechaniki polega na zbieraniu czerwonych Lumów, które zwiększają stopniowo energię Raymana, oraz pokonywaniu rozmaitych stworów i robotów stojących na drodze gracza.

## Produkcja
Po sukcesie Raymana jego projektant Michel Ancel planował kontynuację przygód tytułowego protagonisty. Pierwotnie planowana była kolejna gra z dwuwymiarową oprawą graficzną, jednak kiedy Nintendo wypuściło w 1996 roku trójwymiarową grę platformową Super Mario 64, Ancel zdecydował się podążyć śladem japońskich twórców. Na potrzeby nowego projektu Ancel nawiązał współpracę z animatorem Jakiem Exertierem ze studia Mediasys, który wykonał dlań przerywniki filmowe oraz animacje.
Ancel opisywał Raymana 2 jako projekt wymagający dla Ubisoftu. O ile pierwsze szkice projektu powstawały w studiu Ubisoft Montpellier, znaczna część animacji do gry powstawała w Paryżu, podczas gdy za programowanie odpowiadał oddziału Ubisoftu znajdujący się w Annecy. Ancel twierdził, iż pomiędzy artystami z Montpellier i Paryża panowała wzajemna rywalizacja. W związku z tym założyciele Ubisoftu, bracia Guillemot, zdecydowali się wynająć producentów wykonawczych, którzy nadzorowaliby przedsięwzięcie. Za ukończenie Raymana 2 odpowiadała asystentka Gérarda Guillemot, Pauline Jaquet. Narzucała ona tempo oraz określony grafik ekipie odpowiedzialnej za powstanie gry, przy czym Exertier wspomniał, iż przez ostatnie trzy-cztery miesiące procesu produkcyjnego twórcy prawie nie spali, aby zdążyć z pracami na czas.
Prace nad Raymanem 2 dobiegły kresu w październiku 1999 roku, a gra zadebiutowała w sklepach 22 października na platformie Nintendo 64. W tym samym roku ukazała się wersja na Windows. W 2000 roku Rayman 2 zadebiutował na konsoli PlayStation, a w 2002 roku jego zremasterowana wersja pojawiła się na PlayStation 2 pod nazwą Rayman 2 Revolution. W 2008 roku Rayman 2 doczekał się reedycji na nowsze wersje konsoli Sony, PlayStation 3 i PlayStation Portable, natomiast w 2010 roku pojawił się na platformie sprzętowej iOS.

## Odbiór
Frédéric Dufresne z pisma „Génération 4” pisał, że choć scenariusz Raymana 2 nie wygląda okazale, to gra pod względem jakości oraz kreskówkowego stylu przypomina Super Mario 64 oraz Banjo-Kazooie. Jérôme Bonnet, piszący dla czasopisma „Joystick”, chwalił grę za jej „niesamowite piękno” oraz oprawę graficzną tożsamą z przerywnikami filmowymi. Wyraził ponadto opinię, iż Rayman 2 „jest doskonały: doskonale piękny, doskonale zróżnicowany, doskonale grywalny”. Zdaniem recenzentów z pisma „Consoles+”, Nicolasa Gaveta i Juliena Frainauda, produkcja Ubisoftu „jest dla Raymana tym, czym Super Mario 64 jest dla Super Mario World: świętą rewolucją”.
Również za granicą Rayman 2 spotkał się z powszechnym uznaniem. Matt Casamassina z portalu IGN twierdził, iż gra Ubisoftu cechuje się „żywą kolorystyką” i „płynną animacją”, jakkolwiek przedmiotem krytyki z jego strony była niedoskonała praca kamery . Erik Wolpaw ze strony GameSpot kładł nacisk na szlachetny wymiar Raymana 2; w obliczu coraz brutalniejszych produktów branży Rayman 2 miał wyróżniać się „brakiem brutalności, gejzerów krwi [...] oraz wulgarnego języka” . Zdaniem Stuarta Milesa z pisma „The Times” Rayman 2 jest grą „porażającą”, dostarczającą „świetnej, niewinnej zabawy, która spodoba się zarówno dzieciom, jak i dorosłym” .